# 藤原有文
藤原 有文（ふじわら の ありふみ）は、平安時代前期の貴族・歌人。藤原北家、右大臣・藤原氏宗の子。官位は正五位下・上野介。

## 経歴
従五位下に叙爵後、元慶2年（878年）2月に図書頭、次いで6月に治部少輔に任官。元慶8年（884年）2月に光孝天皇の即位に伴って固美濃関使に任ぜられて不破関に赴いた。その後、3月に復命して伊勢権守に任ぜられた。同年従五位上、次いで11月に正五位下に叙せられている。後に上野介に任ぜられたという。
歌人としても活動し、勅撰和歌集には『後撰和歌集』に1首が入集している。

## 官歴
注記のないものは『日本三代実録』による。
- 時期不詳：従五位下
- 元慶2年（878年）2月15日：図書頭。6月8日：治部少輔
- 元慶8年（884年）2月5日：固美濃関使（光孝天皇即位）。日付不詳：従五位上。3月9日：伊勢権守。11月25日：正五位下
- 時期不詳：上野介[2]

## 系譜
『尊卑分脈』による。
- 父：藤原氏宗
- 母：丹治明継の娘
- 生母不詳の子女
  - 男子：藤原成名